# Syngonanthus dichroanthus
Syngonanthus dichroanthus är en gräsväxtart som beskrevs av Nancy Hensold. Syngonanthus dichroanthus ingår i släktet Syngonanthus och familjen Eriocaulaceae. Inga underarter finns listade i Catalogue of Life.